# Sleeping Car
Sleeping Car est un film britannique réalisé par Anatole Litvak et sorti en 1933.

## Synopsis
Un jeune employé de wagons-lits français travaillant sur l'Orient-Express trans-européen a de nombreuses conquêtes dans les différentes gares de la ligne. Cependant, son monde se transforme lorsqu'il rencontre une jeune aristocrate britannique, à qui il demande à un rendez-vous à Vienne, mais il ne peut s'y rendre. En colère contre lui, elle retourne à Paris, alors qu'il est renvoyé pour s'être absenté sans autorisation.

## Fiche technique
- Réalisation : Anatole Litvak
- Scénario : Michael Gordon, Anatole Litvak, Roland Pertwee, Franz Schulz
- Production : Michael Balcon
- Photographie : Günther Krampf, Glen MacWilliams
- Montage :	Henri Rust
- Musique : Bretton Byrd, Louis Levy
- Production : Gaumont British Picture Corporation
- distributeur : Gaumont Ideal Films
- Genre : Comédie
- Durée : 82 minutes
- Date de sortie : juin 1933

## Distribution

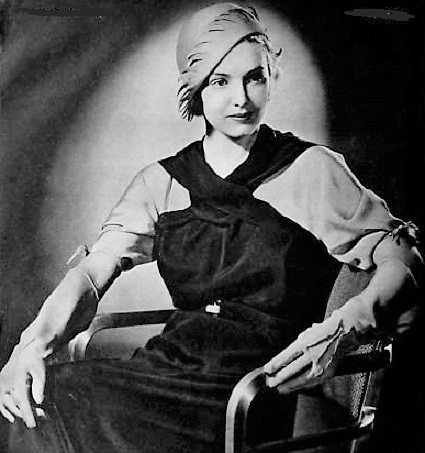
Madeleine Carroll en 1933.

- Madeleine Carroll : Anne
- Ivor Novello : Gaston
- Kay Hammond : Simone
- Claud Allister : Baron Delande
- Laddie Cliff : Pierre
- Stanley Holloway : Francois
- Ivor Barnard :Durande
- Vera Bryer : Jenny

## Production
Le film a été tourné dans les studios Shepherd's Bush à Londres; il a rencontré le succès lors de sa sortie.